# Kumulus (Rakete)

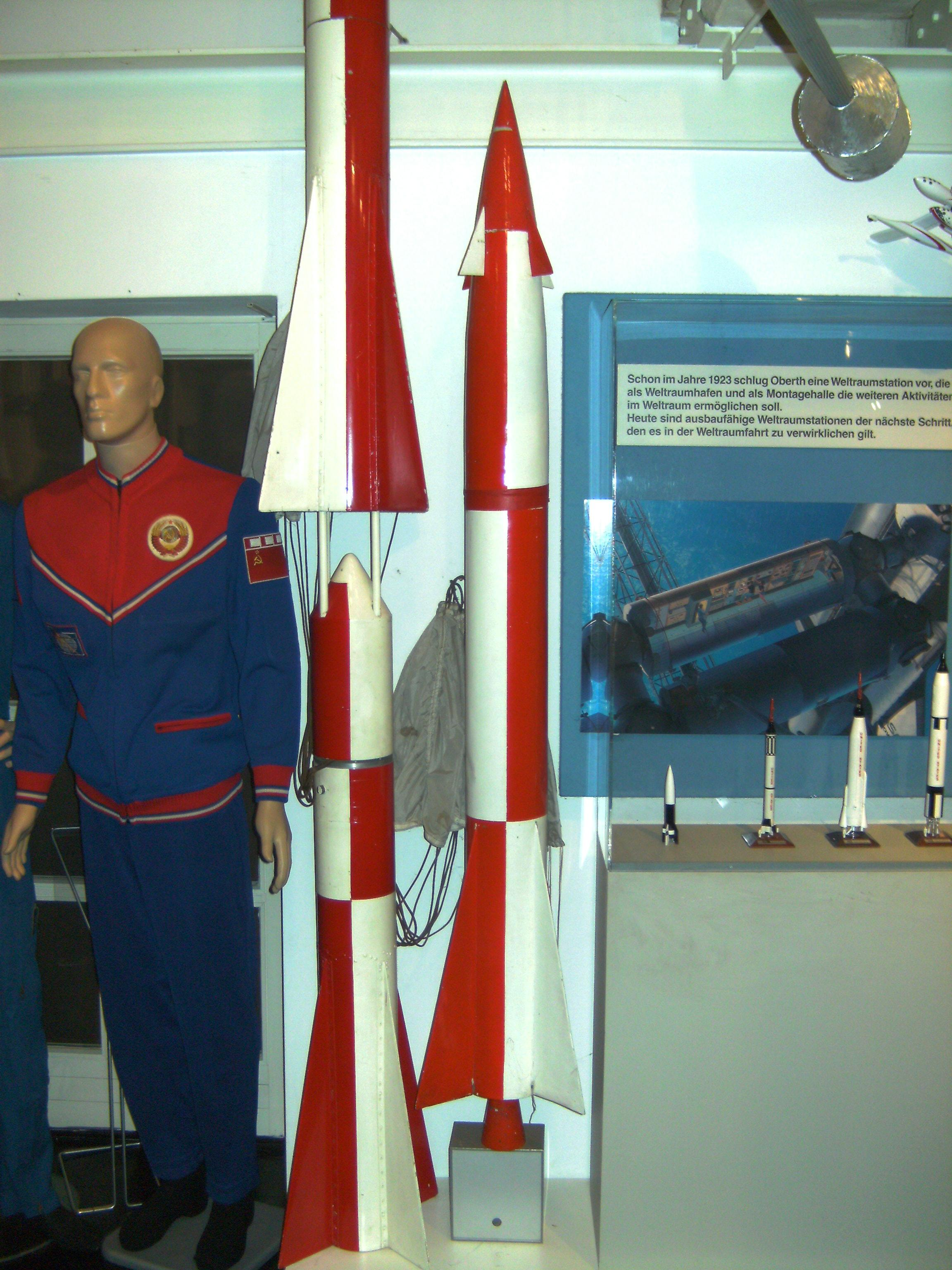
Kumulus-Rakete im Hermann-Oberth-Museum Feucht

Kumulus ist der Name einer Rakete der Hermann-Oberth-Gesellschaft e.V. Der Erststart erfolgte am 20. Dezember 1960 im Watt vor Cuxhaven. Eine „Kumulus“-Rakete ist im Hermann-Oberth-Raumfahrt-Museum in Feucht ausgestellt.

## Technische Daten
- Durchmesser: 15 cm
- Länge: 3 m
- Startschub: 5 kN
- Gipfelhöhe: 20 km
- Nutzlast: 5 kg (für 20 km Gipfelhöhe)
- Startmasse: 60 kg
- Leermasse: 28 kg